# Aït Aouggacha
Aït Aggouacha est une commune de la wilaya de Tizi Ouzou en Algérie. La commune est rattachée à la confédération des Aït Iraten de la région de Grande Kabylie.

## Géographie

### Localisation
La commune d'Aït Aggouacha est située au centre de la wilaya de Tizi-Ouzou, elle est délimitée :
- au nord-est et à l'est, par la commune de Mekla ;
- au sud-est, par la commune d'Aït Yahia ;
- au sud, par les communes d'Ain el Hammam et de Beni Yenni ;
- à l'ouest, par la commune de Larbaâ Nath Irathen ;
- au nord-ouest par la commune d'Aït Oumalou ;

| Aït Oumalou         | Aït Oumalou, Mekla        | Mekla     |
| Larbaâ Nath Irathen | Aït Aouggacha             | Mekla     |
| Beni Yenni          | Aïn El Hammam, Beni Yenni | Aït Yahia |

### Villages de la commune
La commune d'Aït Aggouacha est composée de sept villages :
- Aguemoune Izem
- Aït Meraou (At Mraw)
- Aït Mimoun
- El-Misser le plus grand village de la commune de par sa superficie
- Icheriden (Icerriḍen)
- Ighil Tiguemounine
- Tassaft Guezra

Le plus grand et le plus important village de la commune d'Aït Aggouacha est le village El-Misser en superficie aussi bien qu'en population. Le nom de "El-Misser" est une contraction de la phrase "Mmi yesser", qui veut dire littéralement : "Mon fils est protégé".